# George R. Batcheller
George R. Batcheller (Providence, 19 de gener de 1892 - Pelham, 5 d'octubre de 1938) va ser un productor de cinema estatunidenc. Va dirigir l'estudi de baix pressupost Chesterfield Pictures a la dècada de 1930.

## Filmografia parcial
- 1926: Beyond the Trail d'Albert Herman
- 1928: The Adorable Cheat de Burton L. King
- 1928: The House of Shame de Burton L. King
- 1929: The House of Secrets d'Edmund Lawrence
- 1930: Midnight Special de Duke Worne
- 1930: The Jazz Cinderella de Scott Pembroke
- 1931: Grief Street de Richard Thorpe
- 1931: The Lady from Nowhere de Richard Thorpe
- 1931: The Lawless Woman de Richard Thorpe
- 1932: The Secrets of Wu Sin de Richard Thorpe
- 1932: Women Won't Tell de Richard Thorpe
- 1932: Slightly Married de Richard Thorpe
- 1932: The King Murder de Richard Thorpe
- 1932: Thrill of Youth de Richard Thorpe
- 1932: Beauty Parlor de Richard Thorpe
- 1932: Escapade de Richard Thorpe
- 1933: Murder on the Campus de Richard Thorpe
- 1933: Notorious but Nice de Richard Thorpe
- 1933: Strange People de Richard Thorpe
- 1933: I Have Lived de Richard Thorpe
- 1933: Love Is Dangerous de Richard Thorpe
- 1933: Forgotten de Richard Thorpe
- 1934: The Curtain Falls de Charles Lamont
- 1934: Cross Streets de Frank R. Strayer
- 1934: Green Eyes de Richard Thorpe
- 1934: In Love with Life de Frank R. Strayer
- 1934: City Park de Richard Thorpe
- 1934: Stolen Sweets de Richard Thorpe
- 1934: The Quitter de Richard Thorpe
- 1935: False Pretenses de Charles Lamont
- 1935: The Lady in Scarlet de Charles Lamont
- 1935: Happiness C.O.D. de Charles Lamont
- 1935: The Girl Who Came Back de Charles Lamont
- 1935: Circumstantial Evidence de Charles Lamont
- 1935: A Shot in the Dark de Charles Lamont
- 1936: Red Lights Ahead de Roland D. Reed
- 1936: The House of Secrets de Roland D. Reed
- 1936: Lady Luck de Charles Lamont
- 1936: Missing Girls de Phil Rosen
- 1936: Below the Deadline de Charles Lamont
- 1936: The Little Red Schoolhouse de Charles Lamont
- 1936: August Week End de Charles Lamont
- 1936: The Dark Hour de Charles Lamont
- 1936: Ring Around the Moon de Charles Lamont